# Panasewicze
Panasewicze (biał. Панасавічы, ros. Панасовичи) – wieś w rejonie bereskim obwodu brzeskiego Białorusi. Wieś należy do sielsowietu sieleckiego.

## Historia
Wieś magnacka hrabstwa sieleckiego położona była w końcu XVIII wieku powiecie brzeskolitewskim województwa brzeskolitewskiego.
W dwudziestoleciu międzywojennym leżała w Polsce, w województwie poleskim, w powiecie prużańskim, do 22 stycznia 1926 w gminie Noski, następnie w gminie Sielec. W 1921 miejscowość liczyła 80 mieszkańców, zamieszkałych w 23 budynkach, wyłącznie Polaków wyznania prawosławnego.
Po II wojnie światowej w granicach Związku Sowieckiego. Od 1991 w niepodległej Białorusi.